# Crkva sv. Josipa kod Milne
Crkva sv. Josipa smještena je uz more u uvali Osibova kod Milne na Braču. Crkvu je podigla Bratovština sv. Josipa 1869. godine.

## Opis
Široka jednobrodna građevina s izduženom polukružnom apsidom s profiliranim elementima arhitektonske kamene plastike klasicističkih odlika. Pročelje završava istaknutim trokutastim zabatom s kružnim prozorom u središtu i preslicom na uzdignutom podnožju. Na glavnom oltaru je pala s likom sv. Josipa iz 17. st., dar zadarskog nadbiskupa Vicka Zmajevića. U crkvi se čuvaju srebrni i drveni obredni predmeti 18. – 19. st., zavjetne slike i fotografije brodova.

## Zaštita
Pod oznakom Z-4998 zavedena je kao nepokretno kulturno dobro - pojedinačno, pravna statusa zaštićena kulturnog dobra.